# Anders Hostrup-Pedersen
Anders Hostrup-Pedersen (født 2. september 1902 i København, død 22. september 1980 i Skovshoved) var en dansk erhvervsleder, der var administrerende direktør for Georg Jensen Sølvsmedie A/S. 
Søn af ingeniør, cand.polyt. Peder Anders Pedersen (1869–1937) og cand.polyt. Dagny Hostrup (1873-1957), datter af forfatteren og præst Christian Hostrup (1818-1892). Han blev gift den 22. juni 1928 i Frederiksborg slotskirke med Nelly Elisabeth Wester-Andersen, datter af proprietær Kristen Andersen (1862-1929) og Marie Wester (1870-1936). Hans far, P.A. Pedersen, var en af Danmarks elektrificerings pionerer, og byggede de første købstadsværker i landet, fra Randers, Horsens og Svendborg i 1906, til Kalundborg og Odense i 1908, og Aalborg, Vejle, Næstved, Nakskov, Hillerød og Slagelse i 1909. Men det var hans fars engagement i Georg Jensens Sølvsmedie, der blev afgørende i hans liv og arbejde. 

## Uddannelse
Hostrup-Pedersen blev student fra Plockross' Skole i 1919 og cand.polyt. i 1926.

## Karriere
Ingeniør hos Burmeister & Wain A/S 1926, ansat  i Georg Jensens Sølvsmedie A/S 1928, prokurist sammesteds 1931, administrerende direktør 1937-1970. Anders Hostrup-Pedersens far, P.A. Pedersen, var fra starten en af sølvsmed Georg Jensens (1866-1935) store kunder, og var blevet overtalt af ham til at hjælpe med at sikre forretningens overlevelse. Georg Jensens Sølvsmedie led under 1. verdenskring pga. manglen på sølv, og i 1917 skød P.A. Pedersen således 440.000 kr. i selskabet sammen med Georg Jensens svoger, Thorolf Møller. Allerede to år senere i 1919 skød han endnu et sekscifret beløb i firmaet, så aktiekapitalen steg til 1.200.000 kr., og i den forbindelse overtog han formandsposten i bestyrelsen. P. A. Pedersen var ambitiøs med Georg Jensens Sølvsmedie, og sørgede sammen med Thorolf Møller for, at virksomheden kunne ekspandere og finansierede åbningen af en filial i New York. Derigennem blev Anders Hostrup-Pedersen hentet til Georg Jensens Sølvsmedie af sin far, og i dette firma blev han i hele sin erhvervsmæssige karriere. 1931 kom han med i sølvsmediens ledelse, og i 1937, efter faderens død, overtog han rollen som adm. direktør. Han kom til at sætte et stærk præg på virksomhedens udvikling i efterkrigsårene gennem opbygning af filialer i mange lande og knyttede fremtrædende kunstnere til firmaet, herunder Sigvard Bernadotte, Henning Koppel og Søren Georg Jensen. Han blev en drivende kraft bag mange udstillinger af dansk kunsthåndværk i udlandet, bl.a. i 1958 på Louvre i Paris, i 1960 på Metropolitan Museum of Arts i New York og i 1962 på Victoria & Albert Museum i London.
En mindre kendt side af hans virke, var hans rolle under 2. verdenskrig, ved smugling og afsætning af diamanter for at finansiere modstandsbevægelsens aktiviteter. Diamanterne kom fra SOE organisationen i London, typisk via deres agent i Stockholm, hvor de blev hentede af A. Hostrup-Pedersen, som så solgde dem videre i midre partier til Københavnske juvelerer. Et exempel heraf skete i februar 1943, hvor 14 hvide sydafrikanske diamanter på i alt 34.78 karat bragte ind 150,000 kr. I flere omgange, lykkedes det at skaffe modstandsbevægelsen omkring 400,000 kr. 
I 1962 fik Anders Hostrup-Pedersen bygget et sommerhus i Rågeleje af arkitekt og møbeldesigner Finn Juhl (1912-1989). 
I 1972 blev blev Georg Jensen A/S solgt til Royal Copenhagen. Hans eneste søn, Ebbe Hostrup-Pedersen (1947-), var med i 1976 til at starte det litografiske atelier Hostrup-Pedersen & Johansen, der udgav værker af mange fremtrædende danske og udenlandske kunstnere, bl.a. Per Kirkeby, John Kørner, Catrine Raben Davidsen, Ian McKeever, Kumi Machida. 

## Tillidsposter
Hostrup-Pedersen var bestyrelsesformand i en række virksomheder og organisationer bl.a.  A/S Knud Jørgensen & Co, Orthana Kemisk Fabrik A/S, A/S Exposition des Arts decoratifs Danois, Landsforeningen Dansk Kunsthåndværk (formand 1958-1971). Han sad også i mange af Georg Jensen-selskabers bestyrelser: A/S Juvelkunst, Georg Jensen & Wendel, Argenterie d'Art de Georg Jensen, Paris, Georg Jensens Silversmith, Ltd., London, Georg Jensen, Toronto, Guld- og Sølvvarefabrikantforeningen, Guldsmedefagets Fællesråd, Det danske Kunstindustrimuseum, Guldsmedehøjskolens Hjælpefond og Københavns Turistforening (næstformand 1953-1970). Ridder af Dannebrog 1962.